# Quin Zaza – Die letzten Drachenfänger
Quin Zaza – Die letzten Drachenfänger (jap. 空挺ドラゴンズ, Kūtei Dragons) ist eine Mangaserie von Taku Kuwabara, die seit 2016 in Japan erscheint. Das Werk ist in die Genres Seinen, Comedy, Action, Drama, Abenteuer und Fantasy einzuordnen und wurde in mehrere Sprachen übersetzt.

## Inhalt
Das fliegende Schiff Quin Zaza reist mit seiner Mannschaft durch die Himmel, um Drachen zu jagen. Das Fleisch der seltenen Tiere und ihr Öl ist begehrt, doch sie sind auch gefährlich und greifen bisweilen Menschen an. So sind die Bewohner der Städte den Drachenjägern dankbar, wenn sie sie vor einem Drachen beschützen. Dennoch werden die Jäger nicht in Städte gelassen, da sie früher oft auch Kriminelle waren und ihnen der Ruf nacheilt, sie würden Drachen anlocken. Auf der Quin Zaza dient unter dem Kommando von Gibbs der Harpunier Mika. Dem wird die Obhut über die neue Kollegin Takita übertragen. Die lernt schnell und ist auch bald in den jungen Mika verliebt. Doch der interessiert sich, wenn überhaupt neben dem Essen, nur für die Harpuniererin Vanni.

## Veröffentlichung
Die Serie erscheint seit Juni 2016 im Magazin Good! Afternoon beim Verlag Kodansha. Dieser brachte die Kapitel auch in bisher 20 Sammelbänden heraus (Stand August 2025). Der 5. Band verkaufte sich in der ersten Woche nach Veröffentlichung über 28.000 Mal. 2017 wurde die Serie für den Manga Taisho Award nominiert.
Eine deutsche Übersetzung der Serie erscheint seit Februar 2019 bei Manga Cult mit bisher 16 Bänden (Stand: Dezember 2024). Eine englische Fassung wird von Kodansha veröffentlicht, eine spanische von Milky Way Ediciones.

## Animeserie
Der Anime entstand beim Studio Polygon Pictures unter der Regie von Tadahiro Yoshihira und nach einem Drehbuch von Makoto Uezu.

### Synchronisation
| Rolle  | japanischer Sprecher (Seiyū) | deutsche Sprecher        |
| ------ | ---------------------------- | ------------------------ |
| Berko  | Kosuke Toriumi               | Gerd Meyer               |
| Crocco | Tomokazu Seki                | Dominik Auer             |
| Gibbs  | Junichi Suwabe               | Ole Pfennig              |
| Hiro   | Junya Enoki                  | Benjamin Krause          |
| Lee    | Hiro Sasaki                  | Hubertus von Lerchenfeld |
| Nico   | Takahiro Sakurai             | Pascal Breuer            |
| Takita | Sora Amamiya                 | Leslie-Vanessa Lill      |